# Stola (sjal)
 For alternative betydninger, se Stola. (Se også artikler, som begynder med Stola)
En stola er et langt, lige skulderklæde, lavet af forskellige materialer som stof, fjer og pelsværk, kan også være strikkede eller hæklede, har for det meste lange frynser.
| Tøj | Spire Denne artikel om tøj, sko eller lignende er en spire som bør udbygges. Du er velkommen til at hjælpe Wikipedia ved at udvide den. |